# Northwest (film, 2013)
Pour les articles homonymes, voir Northwest.
Pour plus de détails, voir Fiche technique et Distribution.
Northwest (titre original : Nordvest) est un film danois réalisé par Michael Noer, sorti en 2013.

## Fiche technique
- Titre : Northwest
- Titre original : Nordvest
- Réalisation : Michael Noer
- Scénario : Rasmus Heisterberg, Michael Noer
- Société de production : Nordisk Film Production AS
- Société de distribution : Bac Films (France)
- Pays d'origine :  Danemark
- Genre : Drame, Thriller
- Durée : 91 minutes (1 h 31)
- Dates de sortie :
  -  Danemark : 18 avril 2013
  -  France : 
    - 7 avril 2013 (Festival international du film policier de Beaune)
    - 9 octobre 2013 (sortie nationale)

### Production
- Lieu de tournage :  Danemark

## Distribution
- Gustav Dyekjær Giese : Casper
- Oscar Dyekjær Giese : Andy
- Lene Maria Christensen : Olivia
- Annemieke Bredahl Peppink : Freja
- Nicholas Westwood Kidd : Robin
- Roland Møller : Bjørn
- Dulfi Al-Jabouri : Jamal
- Ali Abdul Amir Najel : Ali
- Sandra El-Hussein : Irem
- Clement Blach Petersen : Theis